# مارسلو بارتالینی
مارسلو بارتالینی (ایتالیایی: Marcello Bartalini؛ زادهٔ ۱۲ مارس ۱۹۶۲) دوچرخه‌سوار اهل ایتالیا است.
وی در مسابقات کشوری و بین‌المللی در مجموع برندهٔ ۱ مدال طلا شده‌است.